# Zahrte
Zahrte ist ein norddeutscher Familienname, der insbesondere in der Lüneburger Heide seit dem 17. Jahrhundert auftaucht. Am längsten ist er in den Büchern um das Dorf Wrestedt verzeichnet, vor allem in Nienwohlde und Stadensen.
Außerdem gibt es eine gewisse Verbreitung in den US-amerikanischen Bundesstaaten Ohio und Wisconsin.

## Alternative Schreibweisen
Alternative Schreibweisen sind Zarthe, Zarthen, Zahrt, Zarten und Zart. Teilweise wechselt die Position des Dehnungsbuchstabens „h“ (Zahrte/Zarthe) mehrfach in gerader Abstammungslinie oder verschwindet ganz. Die unterschiedliche Schreibweise dürfte darauf zurückzuführen sein, dass die bäuerlichen Familien selbst nicht schreiben konnten und die Schreiber der Kirchenbücher bisweilen wechselten. So ist im Kirchenbuch des Dorfes Stadensen verzeichnet, dass Jürgen Heinrich Zarten (* 1756) und Dorothea Maria geb. Warneke (* 1760) insgesamt neun Kinder hatten, von denen das erste 1781 mit dem Nachnamen „Zarten“ eingetragen wurde, dann drei (1784–1789) als „Zart“, eines 1792 als „Zahrt“ und die übrigen ab 1794 als „Zahrte“.

## Herkunft des Namens
Eine Verwandtschaft mit dem pommerschen Adelsgeschlecht Zarth scheint eher unwahrscheinlich.
Möglicherweise handelt es sich etymologisch um die Eindeutschung des früheren slawischen Namens „Saaruten“ der auf die Tätigkeit der Schafzucht hindeutet. Hierfür spricht, dass der Name Saaruten etwa zeitgleich aus den Kirchenbüchern der Region verschwindet. Allerdings sind Zäsuren bei den Namenseintragungen in der Zeit während und unmittelbar nach dem Dreißigjährigen Krieg auch nicht unüblich.
Eine andere Erklärung wäre eine Ableitung vom slawischen „cart“, was mit Teufel übersetzt wird.
Außerdem ist ein Zusammenhang mit der geografischen Region Saterland, der Herkunft der Saterfriesen denkbar.

## Bekannte Namensträger
- Albert Zarthe (1892–1969), deutscher Politiker
- Carl E. Zahrte, US-amerikanischer Theologe
- Harald Zahrte (* 1957), deutscher Politiker (parteilos) und Verwaltungsbeamter
- Kai Zahrte, deutscher Jurist

## Geografische Bezeichnungen
- Albert-Zarthe-Weg ist eine Straße in Leverkusen.
- Zahrte Creek ist ein Fluss in Wisconsin.[2]
- Der Zarth ist ein Wald in Brandenburg.